# Cantonul Morsang-sur-Orge
Cantonul Morsang-sur-Orge este un canton din arondismentul Évry, departamentul Essonne, regiunea Île-de-France, Franța.

## Comune
| Comune           | Populație (1999) | Cod poștal | Cod INSEE   |
| ---------------- | ---------------- | ---------- | ----------- |
| Fleury-Mérogis   | 9.121 hab.       | 91700      | 91 2 31 235 |
| Morsang-sur-Orge | 20.944 hab.      | 91390      | 91 2 31 434 |